# Вулиця Героїв Небесної Сотні (Бровари)
Ву́лиця Геро́їв Небе́сної Со́тні — одна з магістральних вулиць міста Бровари.

## Назва
До 25 грудня 2015 року вулиця мала назву Возз'єднання — на честь подій Переяславської ради, які в радянській історіографії назвали «возз'єднанням України з Росією». Сучасна назва Героїв Небесної Сотні — на честь Небесної Сотні.

## Розміщення
Починається від вулиці Героїв України, закінчується вулицею Грушевського.
По вулиці Героїв Небесної Сотні з парного боку роміщуються майдан Свободи, ринок «Господар» та Парк Перемоги; з непарного — торговельні центри «Форум», «Ліза» та багатоквартирна житлова забудова.

## Відомі будинки

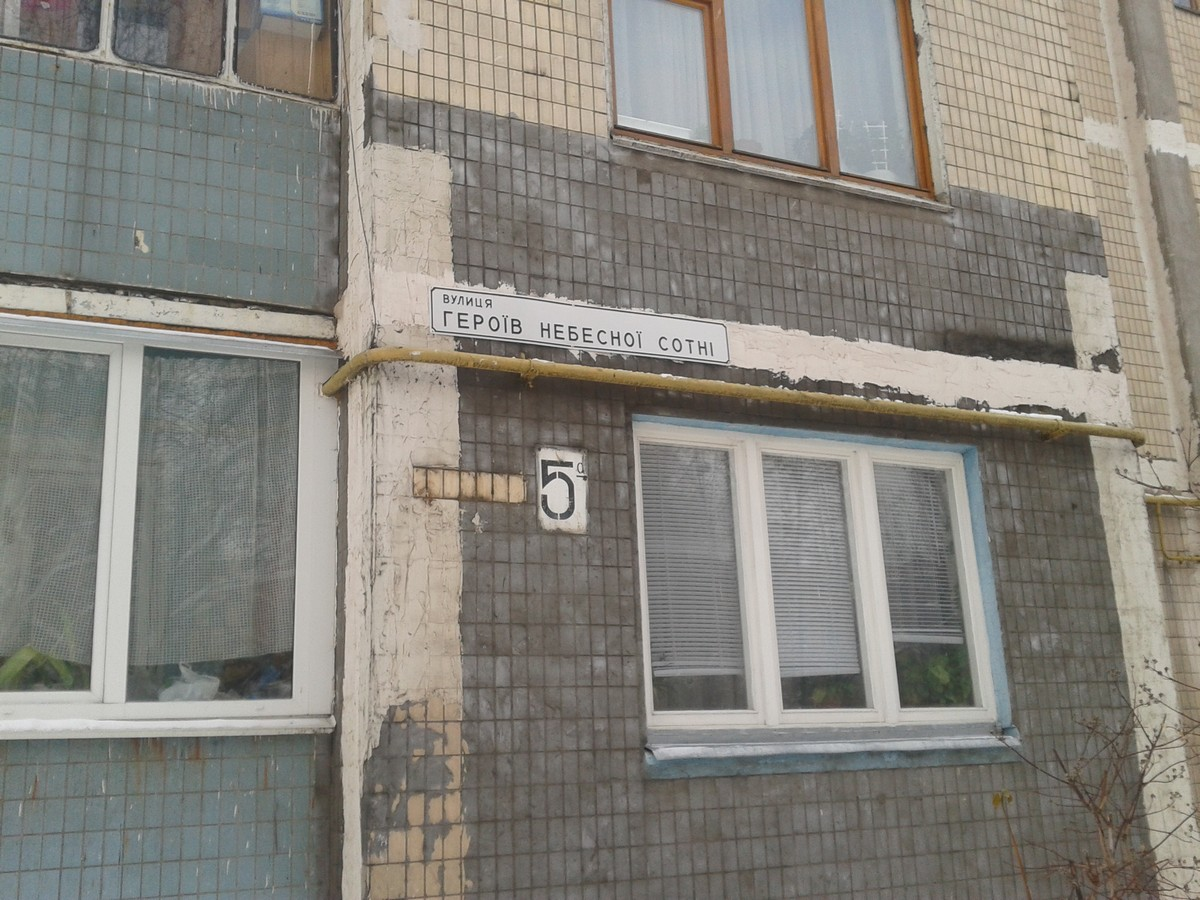
Нова адресна табличка, грудень 2016 року

- № 1 — військовий комісаріат (до лютого 2014 року — Броварський міськрайонний суд; до початку 2016 року — управління Броварської міської ради).
- № 5 — торговельний центр «Форум».
- № 13 — середня школа № 9.
- № 15а — дитячий садок «Червоні вітрила».